# Grettirs saga

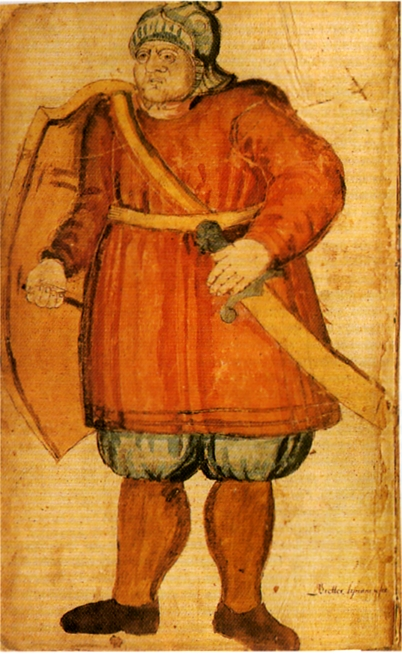
Grettir op een illustratie van een 17e-eeuws IJslands manuscript.

Grettirs saga (ook bekend als Grettla, Grettis Saga of De saga van Grettir de Sterke) is een van IJslands bekendste saga’s. De saga verhaalt over het leven van Grettir Ásmundarson, een waarschijnlijk ooit echt bestaand hebbende IJslandse man die vogelvrij werd verklaard, vergelijkbaar met Gísli's saga.

## Algemeen
De saga wordt beschouwd als een van de mooiste IJslandse saga’s (Íslendinga sögur) die door een onbekend auteur ergens in de dertiende of veertiende eeuw is geschreven. De handelingen uit dergelijke verhalen dateren veelal ergens tussen het eind van de negende tot aan de elfde eeuw, en gaan vaak over zaken als strijd, eer, aanzien en prestige, en macht. Grettirs saga wijkt daar enigszins van af. Het gaat hier over een historisch persoon, waarbij het verhaal op een zeer realistische manier is geschreven. Daarbij neemt de hoofdpersoon het niet alleen tegen zijn menselijke opponenten op, maar wordt de loop zijn leven vooral door bemoeienissen van bovennatuurlijke wezens bepaald. Het resultaat daarvan is dat Grettir het grootste deel van zijn (volwassen) leven als vogelvrij verklaarde doorbrengt.
Grettir is een zeer sterk man, kent nauwelijks angsten (behalve voor het donker) maar is geen echte held, meer een antiheld. Zijn drijfveren zijn niet per definitie slecht, maar hij is ongemanierd, heeft een nurks en opvliegend karakter en doet dingen waar hij later spijt van krijgt. Daarnaast heeft hij ook de pech dat een aantal van zijn acties zich onverwachts tegen hem keren. In tegenstelling tot vele andere saga’s waar de hoofdpersonen bij plundertochten van Vikingen zijn betrokken, is dat bij Grettirs saga niet het geval.

## Het verhaal
Grettirs leven wordt van begin tot eind verteld. Als kind is hij weerbarstig en slecht gemanierd. Daarnaast is hij heldhaftig en moedig. Zo trekt hij op tegen een zogenaamde draugr, een soort levend lijk dat de Noorse equivalent van een zombie is. Voordat de draugr verslagen is, wordt Grettir door hem vervloekt en legt daarmee de basis voor Grettirs toekomstige onfortuinlijke levensloop.
Soms is Grettir een echte held waarbij hij tegenstanders van formaat verslaat (bijvoorbeeld doodt hij eigenhandig een grote beer in een grot). Door domme pech vliegt er een boerderij in Noorwegen in brand waarbij de vele bewoners jammerlijk omkomen. Grettirs tegenstander zorgt ervoor dat hij daar de schuld van krijgt, en wordt hij in IJsland vogelvrij verklaard. Dat houdt in dat iedereen hem zonder angst voor vervolging mag doden. Om diverse redenen zijn er velen die dat proberen, maar Grettir blijkt een geducht tegenstander.

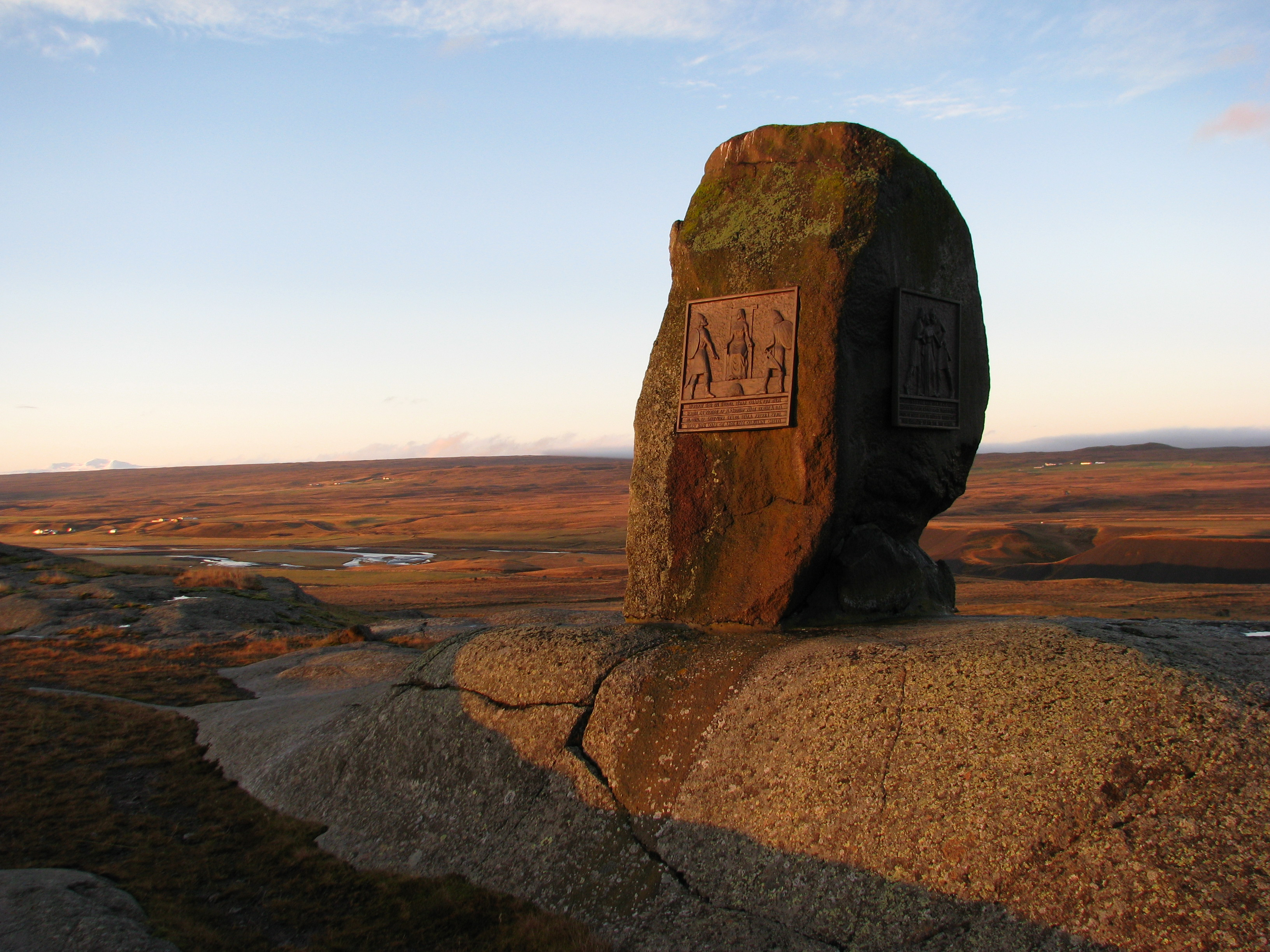
Monument voor Grettir de Sterke bij Bjarg.

Uiteindelijk wordt Grettir de persoon die het langst als vogelvrijverklaarde op IJsland heeft geleefd. Wanneer hij er bijna 20 jaar op heeft zitten, willen zijn vrienden en familie dat zijn ballingschap wordt opgeheven. Daarbij hanteren ze het argument dat niemand volgens de wet langer dan 20 jaar vogelvrij mag zijn (in werkelijkheid heeft er op IJsland nooit zo’n wet bestaan). Na een debat in het Alding wordt besloten dat Grettir weer een vrij inwoner van IJsland mag worden als hij er de volle 20 jaar op heeft zitten. Zijn vijanden doen vervolgens een laatste poging om Grettir te vangen. Grettir woonde toen samen met zijn broer Illugi en een slaaf op het eilandje Drangey. Nadat Grettir door een vervloeking van een tovenares een wond had opgelopen lag hij eigenlijk al stervend te bed. Zijn belagers wisten op het eiland te komen en vermoordden Grettir en Illugi in 1013. Het hoofd van Grettir werd afgehakt en naar zijn moeder gestuurd. Zij begroef het hoofd bij haar boerderij Bjarg vlak bij het huidige plaatsje Laugarbakki.
Het laatste deel van de saga neemt een ruim deel in beslag. Het vertelt hoe een van Grettirs broers zijn dood wil wreken. Daartoe reist hij naar Byzantium af, waar destijds veel Noren als Varjagen in het leger zaten, en weet uiteindelijk zijn doel te verwezenlijken. Daarna keert hij naar IJsland terug.

## Nederlandse vertalingen
- De saga van Grettir, vert. Marcel Otten, 2003. ISBN 9789026317903
- De saga van Grettir de Sterke, vert. Tonny Buijs 2002. ISBN 9080358940